# Oulches-la-Vallée-Foulon
Oulches-la-Vallée-Foulon település Franciaországban, Aisne megyében. Lakosainak száma 82 fő (2022. január 1.). Oulches-la-Vallée-Foulon Beaurieux, Bouconville-Vauclair, Chermizy-Ailles, Craonnelle, Paissy és Vassogne községekkel határos.

## Népesség
A település népességének változása:
| Lakosok száma | 53   | 42   | 49   | 50   | 91   | 93   | 85   | 86   | 86   | 82   |
|               | 1968 | 1982 | 1990 | 2006 | 2013 | 2015 | 2017 | 2019 | 2020 | 2022 |